# Christian Wirth
Christian Wirth (ur. 24 listopada 1885 w Oberbalzheim, zm. 26 maja 1944 w rejonie Koziny) – niemiecki policjant, nazista, SS-Sturmbannführer, inspektor „ośrodków eutanazji” akcji T4, komendant obozu zagłady w Bełżcu, a następnie inspektor obozów zagłady akcji „Reinhardt”, jeden z głównych wykonawców Zagłady Żydów.
Był wieloletnim funkcjonariuszem niemieckiej policji kryminalnej, weteranem I wojny światowej i zdeklarowanym zwolennikiem narodowego socjalizmu. Jako inspektor „ośrodków eutanazji” był jednym z głównych wykonawców programu eksterminacji osób chorych psychicznie i niepełnosprawnych umysłowo, który realizowano w nazistowskich Niemczech od jesieni 1939 roku. W grudniu 1941 roku został przeniesiony do okupowanej Polski, aby wziąć udział w eksterminacji Żydów. Jako komendant pierwszego obozu zagłady w Generalnym Gubernatorstwie opracował i wdrożył mechanizm uśmiercania ofiar oraz reguły postępowania z żydowskimi więźniami. Ze względu na swą brutalność i nieobliczalny charakter budził strach nawet wśród niemieckich esesmanów i strażników z formacji SS-Wachmannschaften. Doświadczenia zdobyte w Bełżcu wdrożył w pozostałych obozach zagłady akcji „Reinhardt”, których inspektorem był od sierpnia 1942 roku. Jednocześnie od grudnia 1942 roku był komendantem obozu pracy na tzw. Flugplatzu w Lublinie.
We wrześniu 1943 roku, gdy akcja „Reinhardt” dobiegała końca, został przeniesiony na wybrzeże Adriatyku. Osiem miesięcy później został zabity przez jugosłowiańskich partyzantów w okolicach Koziny pod Triestem.

## Młodość
Urodził się w wiosce Oberbalzheim w Górnej Szwabii (w tym czasie część Królestwa Wirtembergii), w rodzinie wyznania protestanckiego. Edukację zakończył w wieku 14 lat, po czym zatrudnił się jako czeladnik stolarski w firmie drzewnej braci Bühler. W latach 1905–1907 odbył zasadniczą służbę wojskową w 123. pułku grenadierów w Ulm. Po krótkiej przerwie zaciągnął się do wojska na kolejne dwa lata, służąc tym razem w charakterze instruktora.
W 1910 roku odszedł do rezerwy i wstąpił w szeregi policji. W tym samym roku zawarł związek małżeński z Marią Bantel, z którą miał dwóch synów: Eugena (ur. 1911) i Kurta (ur. 1922).
Początkowo jako umundurowany funkcjonariusz Schutzpolizei pełnił służbę w Heilbronn i Stuttgarcie-Cannstatt. W 1913 roku został przeniesiony do Kriminalpolizei w Stuttgarcie. Od tego momentu pracował w charakterze ubranego po cywilnemu detektywa policyjnego.
W październiku 1914 roku, dwa miesiące po wybuchu I wojny światowej, zaciągnął się ochotniczo do armii niemieckiej. W latach 1914–1917 walczył na froncie zachodnim w szeregach 246. rezerwowego pułku piechoty. Uczestniczył m.in. w II bitwie pod Ypres. W uznaniu frontowych zasług został odznaczony ośmioma medalami, w tym Krzyżem Żelaznym I i II klasy oraz wirtemberskim Orderem Zasługi Wojskowej. Awansował także do rangi Offiziersstellvertreter (odpowiednik starszego chorążego). Był dwukrotnie ranny. Pod koniec 1917 roku został przeniesiony do Stuttgartu, gdzie odpowiadał odtąd za ochronę ośrodka zaopatrzeniowego 119. pułku piechoty. Zyskał uznanie przełożonych, gdy uniemożliwił bojownikom Związku Spartakusa przejęcie broni i amunicji z pułkowych magazynów. 
Robin O’Neil podaje, że wieść o zawarciu rozejmu w Compiègne wywarła na Wircie tak wstrząsające wrażenie, że usiłował popełnić samobójstwo, czemu zdołała jednak zapobiec jego matka.

## Zaangażowanie w ruch nazistowski
Po demobilizacji ponownie podjął pracę w policji kryminalnej. W 1923 roku awansował na szefa Urzędu II Kripo w Stuttgarcie (Dienststelle II), jednostki policyjnej odpowiedzialnej za prowadzenie spraw dotyczących kradzieży, rabunków i wymuszeń. Cieszył się opinią energicznego i skutecznego śledczego, umiejącego rozwiązywać skomplikowane sprawy kryminalne. Znany był jednocześnie z surowości wobec podwładnych i brutalnego traktowania przesłuchiwanych. Jego bezwzględne metody wzbudziły nawet zainteresowanie wirtemberskiego Landtagu. W 1932 roku został awansowany do stopnia inspektora kryminalnego (Kriminalinspektor). W latach 30. uczęszczał na kursy Interpolu w Szwajcarii.
W 1922 roku wstąpił do NSDAP, lecz odszedł z partii po nieudanym puczu monachijskim (1923). Przez pewien czas był członkiem nacjonalistyczno-konserwatywnej DNVP. W 1931 roku ponownie wstąpił w szeregi NSDAP. Dwa lata później został również członkiem SA. O’Neil utrzymuje, że fakt ten nie przeszkodził mu podejmować ostrych interwencji policyjnych wobec nazistów oskarżonych o przestępstwa kryminalne. Miał nawet jakoby doprowadzić do uwolnienia pewnej liczby osób, które SA nielegalnie przetrzymywała w swoich „dzikich obozach koncentracyjnych”.
W 1937 roku został zwerbowany jako tajny informator przez Służbę Bezpieczeństwa Reichsführera SS (SD). Jego zadaniem było informowanie o nastrojach wśród funkcjonariuszy policji i członków NSDAP. Rok później został mianowany komendantem 5. komisariatu w Stuttgarcie. Jednostka ta była odpowiedzialna za prowadzenie spraw dotyczących najcięższych przestępstw, w tym morderstw. Wirthowi powierzano również sprawy dotyczące korupcji wśród funkcjonariuszy policji. Na początku 1939 roku otrzymał awans do stopnia komisarza policji kryminalnej (Kriminalkommissar). W latach 1939–1940 był przewodniczącym policyjnego sądu dyscyplinarnego w Stuttgarcie.
W 1939 roku został oddelegowany do Wiednia, gdzie powierzono mu „obowiązki policyjne natury politycznej”. W jego aktach znalazła się wtedy zaszyfrowana adnotacja: „do dyspozycji Führera”. Później został skierowany do Ołomuńca w Protektoracie Czech i Moraw, jako członek personelu urzędu komendanta SD i policji bezpieczeństwa w Pradze. Jego zadaniem było zorganizowanie struktur policji kryminalnej na okupowanym obszarze. 1 października 1939 roku wstąpił w szeregi SS, otrzymując numer członkowski 345 464 i stopień SS-Obersturmführera.

## II wojna światowa

### Udział w akcji T4
Jesienią 1939 roku Wirth został przydzielony do personelu akcji T4, czyli programu eksterminacji osób chorych psychicznie i niepełnosprawnych umysłowo. Nie są do końca jasne przyczyny, dla których wybrano go do udziału w tej ściśle tajnej operacji. Być może wzięto pod uwagę fakt, iż w ciągu dotychczasowej kariery wyrobił sobie opinię sprawnego organizatora i bezwzględnego funkcjonariusza.
Początkowo pełnił służbę w Grafeneck w rodzimej Wirtembergii, gdzie zorganizował jedno z pierwszych „centrów eutanazji”. Stamtąd szybko przeniesiono go do Brandenburga. Wziął udział w pierwszych eksperymentach z gazowaniem ofiar przy użyciu tlenku węgla, które przeprowadzono w Brandenburgu w grudniu 1939 roku lub w styczniu 1940 roku. Później, będąc formalnie dyrektorem administracyjnym, nadzorował budowę komory gazowej w ośrodku na zamku Hartheim w Austrii. W maju 1940 roku został inspektorem wszystkich „centrów eutanazji”. Tym samym wedle słów Patrici Heberer stał się „najwyższej rangi administratorem” oraz „specjalistą od rozwiązywania problemów” w ramach akcji T4.
Na nowym stanowisku zapewniał biurokratyczną obsługę akcji eksterminacyjnej oraz dbał o bezpieczeństwo „ośrodków eutanazji” i ich odpowiedni kamuflaż. Jego zadaniem było także zapewnienie sprawnego i niezakłóconego przebiegu procesu eksterminacji. Między innymi konsekwentnie kładł nacisk, aby ofiary do ostatniej chwili były nieświadome oczekującego ich losu. Zajmował się ponadto sprawami personalnymi, co było istotne w kontekście spadającego w szybkim tempie poziomu dyscypliny wśród personelu T4. Szybko stał się znany z niezwykle surowego stosunku do podwładnych. Bezwzględnie tępił zarówno przypadki korupcji, jak i „słabości”, przez którą rozumiał niechęć do uczestnictwa w mordowaniu pacjentów. Franz Stangl, późniejszy komendant obozów zagłady w Sobiborze i Treblince, który poznał Wirtha w czasie służby w Hartheim, wspominał:

Kiedy tylko przyjeżdżał, przemawiał do nas codziennie w czasie obiadu. I znowu miałem do czynienia z tym okropnym, prostackim językiem. Kiedy mówił o potrzebie tej operacji uśmiercania ludzi, nie używał określeń humanitarnych lub naukowych, którymi posłużył się Werner, opisując moje późniejsze zadania. Śmiał się. Mówił o „pozbywaniu się bezużytecznych gąb” i dodał, że „rzygać mu się chce od sentymentalnego roztkliwiania się” nad losem tego typu istot.

Doświadczenia z akcji T4 zostały później wykorzystane przez Wirtha podczas służby w obozach zagłady w okupowanej Polsce.
Według Jicchaka Arada w połowie 1941 roku Wirth uczestniczył w mordowaniu osób psychicznie chorych na ziemiach polskich wcielonych do Rzeszy.

### Bełżec
Prawdopodobnie jesienią 1941 roku na najwyższych szczeblach hitlerowskiego reżimu zaczęła krystalizować się koncepcja „ostatecznego rozwiązania kwestii żydowskiej” poprzez fizyczną eksterminację. Istotną rolę w procesie decyzyjnym odgrywał dowódca SS i policji na dystrykt lubelski, SS-Brigadeführer Odilo Globocnik, który liczył, że „usunięcie” Żydów umożliwi realizację jego planów całkowitego zniemczenia dystryktu lubelskiego. We wrześniu 1941 roku Globocnik porozumiał się z szefami Kancelarii Führera, Philippem Bouhlerem i Viktorem Brackiem, w sprawie oddelegowania na Lubelszczyznę grupy weteranów akcji T4. 13 października spotkał się natomiast w Kętrzynie z Reichsführerem-SS Heinrichem Himmlerem i SS-Obergruppenführerem Friedrichem Wilhelmem Krügerem – prawdopodobnie, aby omówić planowane operacje wysiedleńcze i osiedleńcze w dystrykcie lubelskim oraz kwestie związane z eksterminacją Żydów. 1 listopada w Bełżcu rozpoczęto budowę pierwszego obozu śmierci w Generalnym Gubernatorstwie.
Zadanie uruchomienia obozu i kierowania prowadzoną w nim eksterminacją Żydów powierzono Christianowi Wirthowi. Prawdopodobnie podejmując decyzję w tej sprawie, przełożeni wzięli pod uwagę cechy jego charakteru, a także doświadczenia, które nabył w czasie akcji T4. Zdaniem Roberta Kuwałka nie jest wykluczone, że decyzja o skierowaniu Wirtha na Lubelszczyznę zapadła już we wrześniu 1941 roku, podczas rozmów Globocnika z szefami Kancelarii Führera.

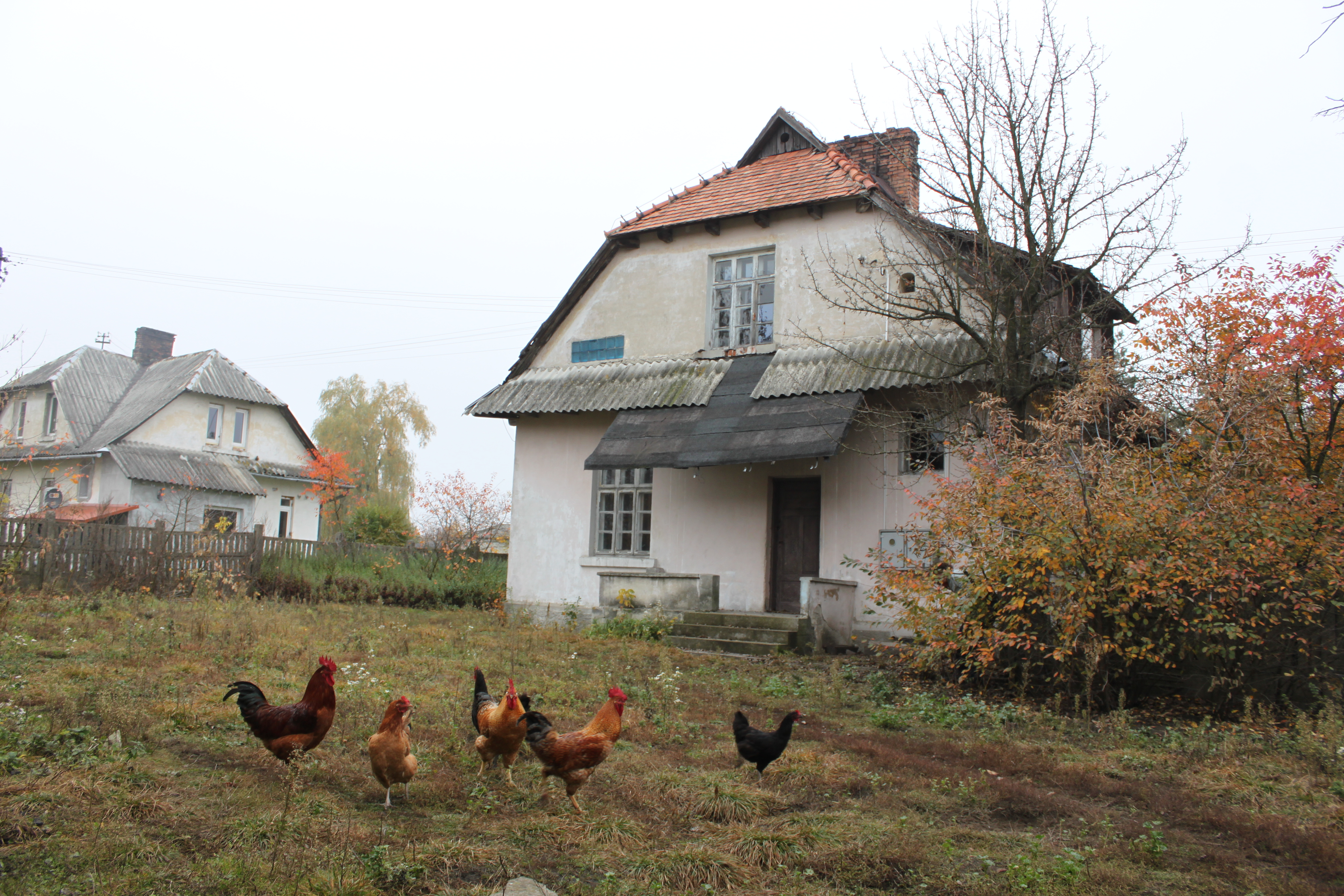
Bełżec. Budynek, w którym mieściła się komendantura obozu zagłady i mieszkanie Wirtha

22 grudnia 1941 roku Wirth po raz pierwszy pojawił się w Bełżcu. W tym czasie budowa obozu nie była jeszcze zakończona. Na początku stycznia 1942 roku powrócił na krótko do Niemiec, aby zrekrutować członków personelu obozowego. Pierwszych dziesięciu, swoich byłych podwładnych z akcji T4, sprowadził z „ośrodka eutanazji” w Bernburgu. Z relacji świadków wynika, że Wirth podczas pobytu w Bełżcu chodził ubrany w zielony mundur kapitana policji, prawdopodobnie ze względu na fakt, że w tym czasie w policji posiadał wyższy stopień niż w SS. Zamieszkał poza terenem obozu, w murowanym domu przy ul. Lwowskiej, który uprzednio należał do Polskich Kolei Państwowych. W tym samym budynku urządzono również obozową komendanturę.
Obóz zagłady w Bełżcu rozpoczął działalność 17 marca 1942 roku, wraz z przybyciem pierwszych transportów z Lublina i Lwowa. Dla niemieckich nazistów stał się swoistym „laboratorium” ludobójstwa, gdyż uzyskane tam doświadczenia zostały później wykorzystane w innych obozach śmierci. Zasady i procedury, które regulowały funkcjonowanie obozu, a w szczególności proces uśmiercania ofiar i postępowanie z więźniami, wypracowano, zastosowano i udoskonalono w obecności i pod ścisłym nadzorem Wirtha. Najważniejsze spośród nich przedstawiały się następująco:
- Przywożeni do obozu Żydzi do samego końca nie mieli prawa domyślić się, iż czeka ich śmierć. Celem uśpienia ich czujności obóz zaprojektowano w taki sposób, aby z kolejowej rampy nie można było dostrzec komór gazowych i masowych grobów. Ofiary starano się także utrzymać w przekonaniu, że Bełżec jest jedynie obozem przejściowym, z którego po „kąpieli i dezynfekcji” zostaną rozesłane do obozów pracy. Wirth osobiście wygłaszał uspokajające przemowy do nowo przybyłych Żydów. Jednocześnie „rozładunek” transportu, pozbawianie odzieży w rozbieralni i wpędzanie do komór gazowych przeprowadzano w błyskawicznym tempie, łamiąc siłą wszelkie próby oporu. Pośpiech i brutalne traktowanie miały wprawić ofiary w oszołomienie i uniemożliwić im jakikolwiek opór[33][35].
- W „okresie eksperymentalnym”, a także podczas likwidacji pierwszych masowych transportów, Wirth doszedł do wniosku, że stosowane dotychczas przez Niemców techniki masowego mordu – tj. ruchome komory gazowe zainstalowane w samochodach lub stacjonarne komory, w których ofiary mordowano przy użyciu czystego tlenku węgla dostarczanego w butlach – nie są wystarczająco efektywne. Ostatecznie niejako połączył obie te metody, decydując, że ofiary będą mordowane w komorach stacjonarnych, lecz przy użyciu gazów wytwarzanych przez silnik spalinowy[36][37][38]. Rozwiązanie to uznał za tak udane, że w późniejszym okresie storpedował próby zastosowania cyklonu B w komorach gazowych obozów akcji „Reinhardt”[39].
- Wszystkie prace fizyczne w obozie – także bezpośrednio związane z procesem eksterminacji – mieli wykonywać Arbeitsjuden, czyli żydowscy więźniowie, którym oszczędzono natychmiastowej śmierci w komorach gazowych[40]. Ich praca miała odciążyć niemiecki personel i zminimalizować ryzyko, że podczas „rozładunku” transportów na obozowej rampie jego członkowie zostaną zaatakowani przez zdesperowane ofiary[41]. Jednocześnie Wirth doszedł do wniosku, że widok rodaków pracujących w obozie będzie wpływać uspokajająco na nowo przybyłych Żydów. Dlatego Arbeitsjuden zmuszano, by pomagali ofiarom wychodzić z wagonów, zbierali ich ubrania i bagaże, pomagali w rozbieralniach przy zdejmowaniu odzieży[42]. Żydowscy więźniowie pracowali także w strefie zagłady, gdzie opróżniali komory gazowe i przenosili zwłoki do masowych grobów[43].
- W odniesieniu do żydowskich więźniów obowiązywała wprowadzona przez Wirtha zasada: „kto jest bezużyteczny, odpada”[44]. W obozie codziennie przeprowadzano selekcje, a więźniowie niezdolni do pracy z powodu ran, chorób lub wyczerpania byli rozstrzeliwani[45]. Wirth zasadniczo dał też swoim podwładnym wolną rękę w kwestii postępowania z Żydami, co z chęcią wykorzystywały najbardziej sadystyczne jednostki, takie jak Kurt Franz czy Gustav Wagner[45][46]. Interweniował jedynie w przypadku, gdy nadmierne okrucieństwo mogło zagrozić sprawnemu przebiegowi akcji eksterminacyjnej[47]. Z drugiej strony zarówno w Bełżcu, jak i w innych obozach, bardzo dobrze traktował wybranych więźniów funkcyjnych, chcąc w ten sposób zapewnić sobie ich posłuszeństwo i gorliwość w wykonywaniu obowiązków. Z tego powodu niektórzy Żydzi mieli wręcz nadać mu przydomek „Papa Wirth”[d][48].

Wirth zaprowadził w Bełżcu „system niesamowitego terroru”. Był postrachem nie tylko żydowskich więźniów, lecz także niemieckich esesmanów i strażników z formacji SS-Wachmannschaften. Świadomi tego faktu byli nawet polscy mieszkańcy Bełżca. Nie rozstawał się z pejczem, a jego swoistym znakiem rozpoznawczym był skrajnie wulgarny język. Wymagał od swych podwładnych absolutnego posłuszeństwa, a na każdą oznakę odstępstwa lub zawahania przy wykonaniu rozkazu reagował stekiem obelg i gróźb. Z furią miał także reagować na zabiegi niektórych esesmanów, którzy usiłowali uzyskać przeniesienie i w ten sposób uniknąć udziału w masowym mordzie. Osobom, które mu się naraziły, wyznaczał szczególnie upokarzające lub obciążające psychicznie zadania, na przykład rozstrzeliwanie Żydów niezdolnych, by dojść o własnych siłach do komór gazowych. Tego typu egzekucje uznawał zresztą za „próbę wytrzymałości” i wymagał od wszystkich esesmanów, by rotacyjnie w nich uczestniczyli. Zdarzało się, że swoich niemieckich podwładnych, nie wyłączając oficerów, bił pięścią lub pejczem, a nawet groził im pistoletem. Zdaniem Michaela Tregenzy jest jednak mało prawdopodobne, aby był zdolny posunąć się do pozasądowej egzekucji innego Niemca, stąd należy postrzegać owe groźby raczej jako kolejną formę zastraszania podwładnych. Podobnych skrupułów nie miał natomiast wobec wachmanów obwinionych o rozmaite wykroczenia przeciw obozowej dyscyplinie. Do zestawu kar stosowanych przez Wirtha należało w takich wypadkach: uwięzienie w karcerze, chłosta, rozstrzelanie.
W efekcie wśród swych niemieckich podwładnych Wirth był znany jako „Dziki Christian” (Christian der Wilde) lub „Christian Okrutny” (Christian der Grausame). Wachmani ochrzcili go natomiast przydomkiem Stuka, gdyż rzucał się na nich bez ostrzeżenia, krzycząc i bijąc na oślep pejczem, co budziło skojarzenie ze słynnym niemieckim bombowcem nurkującym. Werner Dubois w okrucieństwie i gwałtowności Wirtha był skłonny dopatrywać się wręcz objawów choroby psychicznej. Franz Suchomel oceniał natomiast, że jego brutalność była tak wielka, że „można ją porównać z perwersją”. Dodawał jednocześnie:

W Bełżcu Wirth wraz ze swymi ludźmi dokładnie wypróbował zasady działania machiny zagłady i wprawił ją w ruch. Do realizacji tego zadania potrzebny był człowiek pozbawiony uczuć i szacunku dla kogokolwiek, który traktowałby ludzi – bez względu na to, czy byli Niemcami, Żydami czy Ukraińcami – jak numery, albo nawet gorzej. Wirth uosabiał te wszystkie cechy, a ponadto dysponował wyjątkowym talentem organizacyjnym. Gardził ludźmi i znęcał się nad nimi. Dostrzegał wyłącznie siebie, a przede wszystkim nienawidził Żydów w niewyobrażalnym stopniu.

Inny esesman, Erich Bauer, opisywał Wirtha następującymi słowami:

Był nieludzkim potworem, który nigdy nie będzie miał sobie podobnych. Nawet to określenie nie jest wystarczająco mocne. Nie można sobie wyobrazić, jakim był człowiekiem.

Zażyłe relacje towarzyskie Wirth utrzymywał jedynie z najbliższymi współpracownikami: swoim zastępcą Gottfriedem Schwarzem i adiutantem Josefem Oberhauserem. Owa zażyłość nie chroniła jednak przed jego atakami furii. Po wojnie Oberhauser zeznał, że gdy dwukrotnie odważył się poprosić o przeniesienie, Wirth wpadł we wściekłość i zaczął mu wygrażać pejczem.
W kwietniu 1942 roku udał się do nowo powstającego obozu zagłady w Sobiborze, aby nadzorować jego uruchomienie i wziąć udział w pierwszych „eksperymentalnych” gazowaniach. W połowie kwietnia tegoż roku niespodziewanie opuścił Bełżec, nie informując o tym dowódcy SS i policji na dystrykt lubelski. Przyczyny jego wyjazdu nie są do końca jasne. Prawdopodobnie wezwano go do Berlina, aby przekazać mu nowe rozkazy. W czasie pobytu w Niemczech udał się na kilka dni do Stuttgartu, aby spotkać się z rodziną. Po jego wyjeździe nie otrzymała ona od niego już nigdy żadnej wiadomości. Nieobecność Wirtha w połączeniu z odesłaniem części niemieckiego personelu do Sobiboru spowodowała przejściowe wstrzymanie akcji eksterminacyjnej. Po powrocie do Bełżca dokonał gruntownej reorganizacji obozu, której elementem była budowa nowych, większych komór gazowych. Stanowisko komendanta piastował do końca lipca 1942 roku. Z obliczeń Roberta Kuwałka wynika, że w tym czasie zgładzono w Bełżcu ponad 120 tys. Żydów.
Podczas śledztwa w sprawie zbrodni popełnionych w Bełżcu, które toczyło się w Niemczech Zachodnich na przełomie lat 50. i 60., byli członkowie obozowego personelu kładli w swych zeznaniach duży nacisk na brutalność i nieobliczalność Wirtha. Utrzymywali, że zaprowadził w Bełżcu rządy terroru, w obliczu których jakikolwiek sprzeciw był niemożliwy, gdyż wiązałby się z narażeniem życia. Owa strategia obrony okazała się skuteczna. W styczniu 1964 roku sąd krajowy w Monachium umorzył postępowanie przeciwko siedmiu z ośmiu oskarżonych w procesie załogi Bełżca, uznając że podczas służby w obozie działali oni w subiektywnym poczuciu przymusu.

### Inspektor obozów zagłady

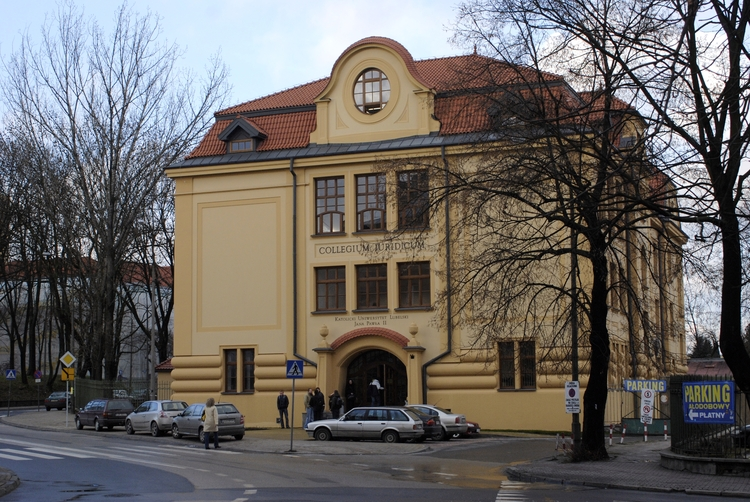
Siedziba sztabu akcji „Reinhardt” przy ul. Spokojnej 1 w Lublinie, w której ulokowano także biuro Wirtha. Obecnie siedziba Collegium Iuridicum KUL

Latem 1942 roku, w związku z koniecznością przyspieszenia tempa eksterminacji, Wirth został przeniesiony do Lublina i mianowany inspektorem wszystkich obozów zagłady, które utworzono w ramach akcji „Reinhardt” (niem. Inspekteur der SS-Sonderkommandos „Aktion Reinhardt”). Nowe stanowisko objął z dniem 1 sierpnia. Razem z nim do Lublina udał się Oberhauser. Biuro nowego inspektoratu ulokowano w budynku przy ul. Spokojnej 1, w którym mieścił się także sztab akcji „Reinhardt”. Na stanowisku komendanta obozu w Bełżcu Wirtha zastąpił jego przyjaciel z czasów przedwojennych, Gottlieb Hering.
Pierwszym zadaniem Wirtha było opanowanie sytuacji w obozie zagłady w Treblince, który pogrążył się w chaosie na skutek niekompetencji komendanta Irmfrieda Eberla. Pod koniec sierpnia Wirth przybył do Treblinki i pozostał tam przez trzy tygodnie. Dokonał gruntownej reorganizacji obozu, dzieląc go na odgrodzone od siebie strefy. Zarządził budowę wielu nowych budynków i obiektów, w tym rampy kolejowej oraz nowych, większych komór gazowych. W tym samym czasie jeden z masowych grobów przekształcono w tzw. lazaret, w którym mordowano Żydów niezdolnych dojść o własnych siłach do komór gazowych. Wirth codziennie przeprowadzał odprawy, podczas których udzielał szczegółowych instrukcji esesmanom z obozowej załogi i wyznaczał im konkretne zadania. Na „strzelca” w „lazarecie” wyznaczył Williego Mentza, a jako że ten nie miał doświadczenia w posługiwaniu się bronią, najpierw sam wykonał kilka egzekucji, aby zademonstrować metodę mordowania strzałem w potylicę. Franz Suchomel wspominał, że podczas pobytu w Treblince Wirth wielokrotnie zarządzał egzekucje żydowskich więźniów. Pewnego razu, aby zademonstrować swoją władzę, miał nakazać rozstrzelanie dziesięciu Polaków, w tym dziesięcioletniego chłopca oraz rolników pracujących w polu, których pod zarzutem „spekulacji” zatrzymano nieopodal obozu. Wywierał także ogromną presję na podległych mu esesmanów, nalegając między innymi, aby sami rozstrzeliwali Żydów, zamiast wyręczać się wachmanami. Nakazał ponadto, aby wszyscy Niemcy nosili w czasie służby pejcze i bili nimi tak, „żeby ludzie podskakiwali”. Po jednej ze szczególnie ostrych scysji z Wirthem samobójstwo popełnił podoficer SS Erwin Kaina. Zakończywszy reorganizację Wirth opuścił Treblinkę, stanowisko komendanta przekazując Franzowi Stanglowi. Ten ostatni pytany po wojnie, czy żydowskie ofiary można było mordować w sposób, który przynosiłby im mniej cierpienia i poniżenia, odpowiedział:

Nie, nie i nie. Taki był system. Wymyślił go Wirth. System działał. A ponieważ działał, był nieodwracalny.

Wirth dopilnował, aby rozwiązania które wypracował i wdrożył w Bełżcu, zostały zastosowane także w Sobiborze i Treblince. Wielokrotnie przeprowadzał inspekcje w podległych sobie ośrodkach zagłady. Każdorazowo wywoływały one popłoch wśród obozowego personelu, który aby zademonstrować gorliwość ze zdwojoną brutalnością traktował wtedy żydowskich więźniów. Towarzyszył także wysokim rangą nazistom: Heinrichowi Himmlerowi, Adolfowi Eichmannowi, Dietrichowi Allersowi, Wernerowi Blankenburgowi, gdy przeprowadzali inspekcje w obozach akcji „Reinhardt”. 19 sierpnia 1942 roku towarzyszył Kurtowi Gersteinowi i Wilhelmowi Pfannenstielowi, którzy wizytowali Bełżec i byli świadkami likwidacji żydowskiego transportu przybyłego ze Lwowa. Był bezpośrednim przełożonym esesmanów – weteranów T4, których  Kancelaria Führera wydelegowała do udziału w akcji „Reinhardt”. Do jego kompetencji należało m.in. przenoszenie ich pomiędzy poszczególnymi obozami.
Po pewnym czasie Wirth przejął także nadzór nad obozami pracy stworzonymi przez Odilo Globocnika w dystrykcie lubelskim. Szczególną rolę odgrywał wśród nich obóz na tzw. starym lotnisku w Lublinie (Flugplatz), w którym gromadzono i sortowano mienie zrabowane ofiarom akcji „Reinhardt”. Większość badaczy przyjmuje, że Wirth był jego komendantem od marca 1943 roku, aczkolwiek wiele wskazuje, że już od grudnia 1942 roku miał decydujący wpływ na jego funkcjonowanie. Globocnik powierzył mu kontrolę nad Flugplatzem, gdyż liczył, że jako sprawny i brutalny administrator doprowadzi do szybkiego rozdysponowania składowanego tam mienia, a następnie przystosuje obóz do prowadzenia działalności produkcyjnej na rzecz należących do SS spółek Deutsche Ausrüstungswerke (DAW) i Ostindustrie. Wirth wspierany przez Globocnika zasadniczo uniezależnił obóz pracy od obozu koncentracyjnego na Majdanku i gruntownie go zreorganizował. Doprowadził do wzniesienia nowych baraków i warsztatów pracy oraz obozowego szpitala. Obok istniejącego już obozu kobiecego zorganizował obóz męski. Szybko stał się także postrachem więźniów, którzy nazywali go „Majorem” lub „Dziadkiem”. Świadkowie wspominali, że miał w zwyczaju jeździć konno po obozie i katować więźniów pejczem uwieńczonym kawałkiem drutu kolczastego. Osobiście wybierał więźniów, którzy jego zdaniem pracowali zbyt wolno lub niewłaściwie, a następnie asystował przy wymierzaniu im kar. Gdy w maju 1943 roku w jednym z obozowych magazynów wybuchł pożar, w odwecie prawdopodobnie polecił rozstrzelać całe więźniarskie komando. Pewnego razu miał zmusić grupę Żydów, aby gołymi rękami zbierali gorącą smołę. Ponadto w okresie jego rządów kontynuowano zapoczątkowaną już wcześniej praktykę gazowania „wyselekcjonowanych” więźniów w obozowej komorze dezynfekcyjnej. Prawdopodobnie w procederze tym uczestniczył Lorenz Hackenholt, uprzednio kierownik komór gazowych w obozie w Bełżcu.
W związku z nowymi obowiązkami Wirth przeprowadził się do dwupiętrowej willi przy ul. Chełmskiej. Żył tam w komfortowych warunkach, które jeden ze świadków porównał do „najlepszego hotelu”. Stangl przypuszczał, że Wirth na szeroką skalę uczestniczył w malwersacjach żydowskiego mienia, a zrabowane złoto i kosztowności przekazywał swym przełożonym z Kancelarii Führera, pomijając sztab Globocnika. Według Wojciecha Lenarczyka Wirth ograniczył kradzieże pożydowskiego mienia, których dopuszczali się członkowie załogi obozu na Flugplatzu, co jednak nie zwalnia go automatycznie z podejrzeń o korupcję.
W czerwcu 1943 roku, w uznaniu zasług położonych w czasie akcji „Reinhardt”, został awansowany do stopnia SS-Sturmbannführera. Wcześniej, w styczniu tegoż roku, otrzymał awans do stopnia majora policji.
W latach 1942–43 w ośrodkach zagłady w Bełżcu, Sobiborze i Treblince oraz w obozie koncentracyjnym na Majdanku zgładzono około 1,5 mln Żydów, w większości będących obywatelami polskimi. Według Jicchaka Arada „Wirth miał większy wpływ na codzienne życie i cierpienia więźniów w obozach akcji »Reinhardt«, niż którykolwiek inny komendant”. Dariusz Libionka ocenia natomiast, że odegrał „najbardziej złowrogą rolę w eksterminacji polskich Żydów” i był „jednym z największych zbrodniarzy nazistowskich”.

### Służba w Trieście
20 września 1943 roku został przeniesiony na wybrzeże Adriatyku. Razem z nim do Triestu udali się wtedy m.in. Oberhauser i Stangl. Stanął na czele specjalnej jednostki o nazwie SS-Einsatzkommando R (Einsatz R), złożonej w większości z weteranów akcji „Reinhardt”. Jej zadaniem była likwidacja miejscowych Żydów oraz walka z jugosłowiańską i włoską partyzantką. W nieczynnej łuskarni ryżu Risiera di San Sabba w Trieście podwładni Wirtha urządzili obóz przejściowy, w którym przetrzymywano, torturowano i mordowano Żydów oraz osoby podejrzewane o współpracę z ruchem oporu. Liczbę jego ofiar szacuje się na co najmniej 3 tys. osób.
26 maja 1944 roku został zabity w potyczce pod Erpelle (ob. Kozina) nieopodal Triestu. Według najbardziej prawdopodobnej wersji zginął od kul jugosłowiańskich partyzantów, którzy urządzili zasadzkę na jego samochód, gdy udawał się na inspekcję pododdziału Einsatz R w Fiume. Niemniej Stangl w wywiadzie dla Gity Sereny podzielił się przypuszczeniem, że Wirth został zabity przez swoich podkomendnych. W odwecie za jego śmierć Niemcy spalili słoweńskie wsie Beka i Ocizla.
Został pochowany na cmentarzu wojskowym pod Opiciną. Między 1957 a 1961 rokiem jego szczątki ekshumowano i przeniesiono na niemiecki cmentarz wojenny w Costermano (grób nr 716). Na tym samym cmentarzu spoczęli także inni uczestnicy akcji „Reinhardt” zabici w czasie służby we Włoszech, w tym komendant Sobiboru Franz Reichleitner i zastępca komendanta Bełżca Gottfried Schwarz. Na skutek protestów społeczności międzynarodowej nazwisko Wirtha i innych zbrodniarzy zostało po pewnym czasie usunięte z rejestrów i skute z nagrobków. Niemniej ich groby stały się obiektem czci dla środowisk neonazistowskich i neofaszystowskich.

## Odznaczenia
W trakcie służby wojskowej i policyjnej uzyskał następujące odznaczenia:
- Krzyż Żelazny II klasy
- Krzyż Żelazny I klasy
- Krzyż Zasługi Wojennej z Mieczami
- Order Zasługi Wojskowej (Wirtembergia)